# رودريغو غونزاليس
رودريغو غونزاليس (بالإسبانية: Rodrigo González)‏ هو سباح مكسيكي، ولد في 13 مارس 1968.

## وصلات خارجية
- رودريغو غونزاليس على موقع أوليمبيديا (الإنجليزية)